# Risako Kawai

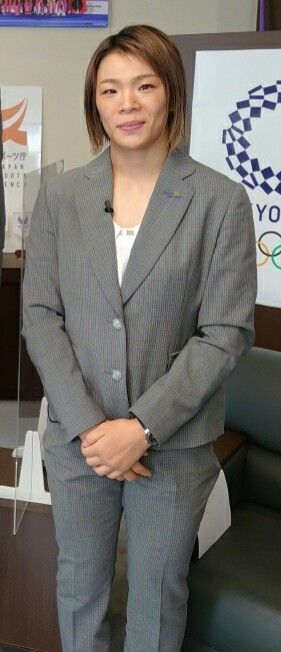

Risako Kawai (jap. 川井 梨紗子, Kawai Risako; * 21. November 1994) ist eine japanische Ringerin. Sie wurde 2015 Vize-Weltmeisterin in der Gewichtsklasse bis 63 kg Körpergewicht und 2016 Olympiasiegerin in der gleichen Gewichtsklasse. 2017 wurde sie Weltmeisterin in der Gewichtsklasse bis 60 kg, 2018 in der Gewichtsklasse bis 59 kg und 2019 in der Gewichtsklasse bis 57 kg Körpergewicht. In der Gewichtsklasse bis 57 kg Körpergewicht folgte bei den 2021 ausgetragenen Olympischen Spielen 2020 ein weiterer Olympiasieg.

## Werdegang
Risako Kawai begann als Jugendliche im Jahre 2002 mit dem Ringen. Die 1,59 Meter große Athletin ist Studentin und gehört dem Ringerclub der Shigakkan Universität Aichi an. Ihr Trainer ist seit dem Jahre 2010 Kazuhito Sakae. Ihren ersten Start bei einer internationalen Meisterschaft absolvierte sie bei der Junioren-Weltmeisterschaft (Cadets) 2011 in Szombathely, wo sie in der Gewichtsklasse bis 52 kg gleich den Titel gewann. Im Dezember 2011 startete sie auch erstmals bei der japanischen Meisterschaft der Damen und belegte in der Gewichtsklasse bis 51 kg hinter Yu Miyahara und Hikari Sugawara den 3. Platz.
2012 gewann sie in der nicht-olympischen Gewichtsklasse bis 51 kg zwei international stark besetzte Turniere in Krasnojarsk und in Klippan/Schweden. Sie wurde daraufhin vom japanischen Ringerverband bei der nach den Olympischen Spielen in London in Strathcona County/Kanada durchgeführten Weltmeisterschaft eingesetzt. Sie siegte dort in ihrem ersten Kampf über Julija Blahynja aus der Ukraine, unterlag aber etwas überraschend in ihrem zweiten Kampf gegen die Inderin Babita Kumari. Da diese das Finale nicht erreichte, schied sie aus und kam nur auf den 7. Platz. Im Dezember 2012 belegte sie bei der japanischen Meisterschaft der Damen in der Gewichtsklasse bis 55 kg hinter Kanako Murata und Chiho Hamada erneut den 3. Platz.
Im August 2013 gewann Risako Kawai bei der Junioren-Weltmeisterschaft in Sofia wieder den Weltmeistertitel in der Gewichtsklasse bis 55 kg. Für ihre vier Siege über Pürewdordschiin Orchon, Mongolei, Karolina Krawczyk, Polen, Swetlana Lamaschewich, Belarus und Larissa Skobljuk, Ukraine benötigte sie dabei nicht einmal ganz sechs Minuten. Im November 2013 belegte sie beim Golden-Grand-Prix in Baku in der Gewichtsklasse bis 55 kg den 2. Platz. Im Finale unterlag sie dabei gegen Sofia Mattsson aus Schweden. Bei der japanischen Meisterschaft 2013 im Dezember 2013 belegte sie in der Gewichtsklasse bis 59 kg hinter Kaori Icho und Kazuki Sakagami den 3. Platz.
Im März 2014 stand sie in Tokio in der japanischen Mannschaft, die in überlegenem Stil den Welt-Pokal gewann. Im Finale, das von Japan gegen Russland 8:0 gewonnen wurde, besiegte sie dabei in der Gewichtsklasse bis 58 kg Schargalma Zyrenowa vorzeitig. Im April 2014 wurde sie dann in Almaty in der Gewichtsklasse bis 58 kg erstmals Asienmeisterin bei den Damen. Sie verwies dabei Baatardschawyn Schoowdor, Mongolei, Dhanda Pooja, Indien und Han Kum-ok, Nordkorea auf die Plätze. Im August 2014 wurde Risako Kawai in Zagreb in der Gewichtsklasse bis 59 kg erneut Junioren-Weltmeisterin. Sie besiegte dabei Ramona Galambos, Ungarn, Braxton Rei Stone-Papadopoulos, Kanada, Petra Olli, Finnland und im Finale Luisa Niemesch, Deutschland. Bei der japanischen Meisterschaft im Dezember 2015 unterlag sie in der Gewichtsklasse bis 58 kg gegen Kaori Icho.
Im März 2015 wurde sie beim Mannschafts-Welt-Cup in St. Petersburg in den japanischen Mannschaft in der Gewichtsklasse bis 58 kg eingesetzt. Dabei besiegte sie Andrea Wolczynski, Polen, Allison Ragan, Vereinigte Staaten, Irina Netrebko, Aserbaidschan und Walerija Sergejewna Scholobowa Koblowa aus Russland. Diesen Welt-Cup gewann die japanische Mannschaft.
Im Juni 2015 siegte Risako Kawai beim Meiji-Cup in Tokio in der Gewichtsklasse bis 63 kg vor Rio Watari, Yurika Ito und Kanako Murata. Damit qualifizierte sie sich für die Weltmeisterschaft 2015 in Las Vegas. Bei dieser Weltmeisterschaft siegte sie über Julija Ostaptschuk-Tkach, Ukraine, Katherine Vidiaux Lopez, Kuba, Maria Mamaschuk, Belarus und Braxton Rei Stone-Papadopoulos, Kanada. Sie stand damit im Finale, in dem die Mongolin Sorondsonboldyn Battsetseg ihre Gegnerin war und gegen die sie unterlag. Sie wurde damit erstmals in ihrer Laufbahn Vize-Weltmeisterin. Im Dezember 2015 wurde sie auch erstmals japanische Meisterin. In der Gewichtsklasse bis 60 kg siegte sie im Endkampf über Yukako Kawai.
Im August 2016 feierte Risako Kawai ihren bisher größten Erfolg in ihrer Laufbahn. Sie wurde in Rio de Janeiro in der Gewichtsklasse bis 63 kg Körpergewicht mit Siegen über Monika Ewa Michalik, Polen, Anastasija Grigorjeva, Lettland, Inna Traschukowa, Russland und Maria Mamaschuk, Belarus Olympiasiegerin.
Im Mai 2017 wurde Risako Kawai in New Delhi Asienmeisterin in der Gewichtsklasse bis 60 kg Körpergewicht. Im Finale besiegte sie dabei Sakschi Malik aus Indien. Im August 2017 gewann sie dann bei der Weltmeisterschaft in Paris in der Gewichtsklasse bis 60 kg erstmals den Weltmeistertitel. Auf dem Weg zu diesem Erfolg besiegte sie Ljubow Owtscharowa, Russland, Shoovdor Baatarjav, Mongolei, Linda Marais, Kanada, Johanna Mattsson, Schweden und Allison Mackenzie Ragan aus den Vereinigten Staaten. Im Dezember 2017 wurde Risako Kawai in der Gewichtsklasse bis 62 kg auch wieder japanische Meisterin vor Yurika Ito, Honoka Imagawa und Aika Yago.
2018 startete Risako Kawai bei den Asienspielen in Jakarta in der Gewichtsklasse bis 62 kg und musste sich dort nach einer Niederlage im Halbfinale gegen Pürewdordschiin Orchon aus der Mongolei mit dem 3. Platz begnügen. Bei der Weltmeisterschaft 2018 in Budapest startete sie in der Gewichtsklasse bis 59 kg und holte sich mit Siegen über Pei Xingru, China, Katarina Hanchar Janukewitsch, Belarus, Swetlana Lipatowa, Russland und Elif Jale Yesilirmak, Türkei, die sie im Finale sicher mit 8:0 techn. Punkten bezwang, den Weltmeistertitel. Bei der japanischen Meisterschaft im Dezember 2018 unterlag Risako Kawai in der Gewichtsklasse bis 57 kg im Finale gegen die ein Comeback gebende Olympiasiegerin und vielfache Weltmeisterin Kaori Ichō nach Punkten und verlor ihren Startplatz bei der Asienmeisterschaft 2019 an diese.
Im Juni 2019 gelang ihr beim Meiji-Cup in Tokio, dem für die Nominierung für die Weltmeisterschaften maßgebenden Turnier, in der Gewichtsklasse bis 57 kg die Revanche. Sie besiegte Kaori Ichō mit 6:4 Punkten und verwies diese auf den 2. Platz. Für den 6. Juli 2019 setzte der japanische Ringer-Verband jedoch noch eine Begegnung mit Kaori Icho an. In diesem Kampf in Wako-City siegte erneut Risako Kawai bei Punktegleichstand von 3:3 auf Grund der höheren Wertung.
Bei der Weltmeisterschaft 2019 in Nur-Sultan (Kasachstan) war dann Risako Kawai, die einzige, der sonst so vom Erfolg verwöhnten japanischen Ringerinnen, die Weltmeisterin wurde. Sie erzielte diesen Erfolg in der Gewichtsklasse bis 57 kg mit Siegen über Tserenchimed Suchee, Mongolei, Lissette Antes Castillo, Ekuador, Anastasia Nichita, Moldawien, Odunayo Folasade Adekuoroye, Nigeria und Rong Ningning, China, die die einzige dieser Ringerinnen war, die Risako Kawai größere Schwierigkeiten bereitete.
Im Februar 2020 wurde Risako Kawai in New Delhi Asienmeisterin in der olympischen Gewichtsklasse bis 57 kg Körpergewicht. Sie besiegte dabei ihre Gegnerinnen Sewara Eschmuratowa, Usbekistan, Anshu Anshu, Indien und Davaachimeg Erchembayar, Mongolei, in überlegenem Stil.

## Internationale Erfolge
| Jahr | Platz | Wettbewerbe                           | Gewichtsklasse | Ergebnisse |
| 2011 | 1.    | Junioren-WM (Cadets) in Szombathely   | bis 52 kg      | vor Altantsetsegiin Battsetseg, Mongolei, Petra Olli, Finnland und Lalita, Indien |
| 2012 | 1.    | Golden-Grand-Prix in Krasnojarsk      | bis 51 kg      | vor Aljona Adaschinskaja, Russland, Jessica Medina, USA und Jekaterina Sergejewna Krasnowa, Russland |
| 2012 | 1.    | Golden-Grand-Prix in Klippan/Schweden | bis 51 kg      | vor Whitney Conder, USA, Jessica Medina und Anri Kimura, Japan |
| 2012 | 7.    | WM in Strathcona County/Kanada        | bis 51 kg      | nach einem Sieg über Julija Blahynja, Ukraine und einer Niederlage gegen Babita Kumari, Indien |
| 2013 | 1.    | Junioren-WM in Sofia                  | bis 55 kg      | nach Siegen über Pürewdordschiin Orchon, Mongolei, Karolina Krawczyk, Polen, Swetlana Lamaschewich, Belarus und Larissa Skobljuk, Ukraine                                                                             |
| 2013 | 2.    | Golden-Grand-Prix in Baku             | bis 55 kg      | hinter Sofia Mattsson, Schweden, vor Helen Maroulis, USA und Irina Husjak, Ukraine |
| 2014 | 1.    | Asienmeisterschaft in Almaty          | bis 58 kg      | vor Baatardschawyn Schoowdor, Mongolei, Dhanda Pooja, Indien und Han Kum-ok, Nordkorea |
| 2014 | 1.    | Junioren-WM in Zagreb                 | bis 59 kg      | nach Siegen über Ramona Galambos, Ungarn, Braxton Rei Stone-Papadopoulos, Kanada, Petra Olli, Finnland und Luisa Niemesch, Deutschland                                                                                |
| 2015 | 2.    | WM in Las Vegas                       | bis 63 kg      | nach Siegen über Julia Ostaptschuk-Tkach, Ukraine, Katherine Vidiaux Lopez, Kuba, Maria Mamaschuk, Belarus und Braxton Rei Stone-Papadopoulos, Kanada und einer Niederlage gegen Sorondsonboldyn Battsetseg, Mongolei |
| 2016 | 1.    | Asienmeisterschaft in Bangkok         | bis 63 kg      | vor Rim Jong Sim, Nordkorea, Anita, Indien und Xu Rui, China |
| 2016 | Gold  | OS in Rio de Janeiro                  | bis 63 kg      | nach Siegen über Monika Ewa Michalik, Polen, Anastasija Grigorjeva, Lettland, Inna Traschukowa, Russland und Maria Mamaschuk, Belarus                                                                                 |
| 2017 | 1.    | Asienmeisterschaft in New Delhi       | bis 60 kg      | vor Sakschi Malik, Indien, Zhou Zhangting, China und Aiamlin Kassimowa, Kasachstan |
| 2017 | 1.    | WM in Paris                           | bis 60 kg      | nach Siegen über Ljubow Owtscharowa, Russland, Shoovdor Baatarjav, Mongolei, Linda Marais, Kanada, Johanna Mattsson, Schweden und Allison Mackenzie Ragan, USA                                                        |
| 2018 | 3.    | Asienspiele in Jakarta                | bis 62 kg      | hinter Pürewdordschiin Orchon, Mongolei und Ausulu A Tinibekowa, Kirgisistan, gemeinsam mit Rim Jong-Sim, Nordkorea                                                                                                   |
| 2018 | 1.    | WM in Budapest                        | bis 59 kg      | nach Siegen über Pei Xingru, China, Katarina Hanchar Januschkewitsch, Belarus, Swetlana Lipatowa, Russland und Elif Jale Yesilirmak, Türkei                                                                           |
| 2019 | 1.    | WM in Nur-Sultan                      | bis 57 kg      | nach Siegen über Tserenchimed Suchee, Mongolei, Lissette Antes Castillo, Ekuador, Anastasia Nichita, Moldawien, Odunayo Folasade Adekuoroye, Nigeria und Rong Ningning, China                                         |
| 2020 | 1.    | Asienmeisterschaft in New Delhi       | bis 57 kg      | nach Siegen über Sewara Eschmuratowa, Usbekistan, Anshu Anshu, Indien und Davaachimeg Erchembayar, Mongolei |

## Nationale Meisterschaften und Turniere
| Jahr | Platz | Wettbewerb                         | Gewichtsklasse | Ergebnisse                                                                  |
| 2011 | 3.    | Japanische Meisterschaft           | bis 51 kg      | hinter Yu Miyahara und Kari Sugawara                                        |
| 2012 | 3.    | Japanische Meisterschaft           | bis 55 kg      | hinter Kanako Murata und Chiho Hamada                                       |
| 2013 | 3.    | Meiji-Cup in Tokio                 | bis 55 kg      | hinter Saori Yoshida und Kanako Murata                                      |
| 2013 | 3.    | Japanische Meisterschaft           | bis 59 kg      | hinter Kaori Icho und Kazuki Sakagami                                       |
| 2014 | 2.    | Meiji-Cup in Tokio                 | bis 58 kg      | hinter Kaori Icho, vor Mikako Higuchi und Yukako Kawai                      |
| 2014 | 2.    | Japanische Meisterschaft           | bis 58 kg      | hinter Kaori Icho, vor Nachi Masuda und Misaki Sakai                        |
| 2015 | 1.    | Meiji-Cup in Tokio                 | bis 63 kg      | vor Rio Watari, Yurika Ito und Kanako Murata                                |
| 2015 | 1.    | Japanische Meisterschaft           | bis 60 kg      | vor Yukako Kawai, Yui Sakano und Yoishimi Kayama                            |
| 2016 | 1.    | Japanische Meisterschaft           | bis 60 kg      | vor Chiho Hamada                                                            |
| 2017 | 1.    | Japanische Meisterschaft           | bis 62 kg      | vor Yurika Ito, Honoka Imagawa und Aika Yago                                |
| 2018 | 1.    | Meiji-Cup in Tokio                 | bis 59 kg      | vor Yuzuru Kumano, Kiwa Iwasawa und Yumenka Tanaba                          |
| 2018 | 2.    | Japanische Meisterschaft           | bis 57 kg      | hinter Kaori Ichō, vor Akie Hanai und Andoria Hanko Sawa                    |
| 2019 | 1.    | Meiji-Cup in Tokio                 | bis 57 kg      | vor Kaori Ichō, Sae Nanjo und Akie Hanai                                    |
| 2019 | 1.    | WM-Ausscheidungskampf in Wako-City | bis 57 kg      | mit einem Punktsieg über Kaori Ichō (3:3 – höhere Wertung für Risako Kawai) |

Erläuterungen
- alle Wettkämpfe im freien Stil
- OS = Olympische Spiele, WM = Weltmeisterschaft
- beim Meiji-Cup handelt es sich nicht um die japanische Meisterschaft, die immer im Dezember eines Jahres stattfindet. Der Meiji-Cup ist ein Herausforderungsturnier, das immer im Monat Juni eines jeden Jahres stattfindet und in dem die vier besten Ringer bzw. Ringerinnen der vorhergegangenen japanischen Meisterschaft starten. Der Sieger beim Meiji-Cup vertritt dann in der Regel die japanischen Farben bei der Weltmeisterschaft bzw. ggfs. bei den Olympischen Spielen